# La Sala (Vilanova de Sau)
La Sala és una masia de Vilanova de Sau (Osona) inclosa a l'Inventari del Patrimoni Arquitectònic de Catalunya.

## Descripció
Masia de planta quadrada, està coberta a dues vessants -encara que la part dreta actualment està aterrada- amb el carener perpendicular a la façana la qual està situada a migdia. Està conformada per una planta baixa i un primer pis.
La façana presenta un gros portal adovellat de pedra groguenca i descentrat del cos de l'edificació, i dues petites finestres sense ampit.
Està envoltada d'antigues construccions, actualment en un estat ruïnós.
Està construïda en pedra basta de granit rogenc unida amb morter de calç, llevat del portal i finestres que semblen importats de la Plana. L'estat de conservació és dolent.

## Història
Aquesta masia es troba dins la demarcació de l'antiga parròquia de Sant Pere de Castanyadell, dins el terme civil de Sau.
El mas "la Sala", no consta en els fogatges del segle xvi, moment en què la parròquia comptava amb sis o set famílies. Al segle xix aquest nombre pujava a dinou, o sigui que és fàcil que el mas es construís en aquest moment de redreçament.